# Keiko Nemoto
Keiko Nemoto (根本 圭子?, Nemoto Keiko; Prefettura di Chiba, 10 dicembre 1979) è una doppiatrice giapponese. Attualmente lavora per 81 Produce. È una mezzosoprano.

## Doppiaggio
- Il grande sogno di Maya (versione del 2005) (Ikeda, Sugiyama, Yayoi, Zophie)
- Gintama (Murata Tetsuko)
- Katanagatari (Kanara Azekura (giovane))
- Naruto (Shizune, Tonton, Neji Hyuga da bambino e Yugao Uzuki)
- Mega Man NT Warrior, Mega Man Network Transmission, Teppen e Mega Man X DiVE (Bass.EXE)
- Blue Dragon (Shu)
- Mirmo (Mambo)
- Shugo Chara! (Manda)
- Virtua Quest (Sei)